# فرنکس فیلد (ویسکانسین)
فرنکس فیلد (به انگلیسی: Franks Field) یک منطقهٔ مسکونی در ایالات متحده آمریکا است که در شهرستان اشلند، ویسکانسین واقع شده‌است. فرنکس فیلد ۱۵۴ نفر جمعیت دارد و ۲۴۶٫۸۹ متر بالاتر از سطح دریا واقع شده‌است.